# Heraclia rufoides
Heraclia rufoides är en fjärilsart som beskrevs av Embrik Strand 1912. Heraclia rufoides ingår i släktet Heraclia och familjen nattflyn. Inga underarter finns listade i Catalogue of Life.